# José María Corbacho y Abril
José María Sánchez-Corbacho y Abril, (Arequipa, 14 de marzo de 1785 -  Lima, 30 de octubre de 1843) fue poeta, magistrado y político peruano. Prócer y Fundador de la Independencia del Perú.
Egresado del Seminario de San Jerónimo de Arequipa y posteriormente del Real Convictorio de San Carlos de Lima, fue un ferviente partidario de la Independencia del Perú. Tomó parte activa en las intrigas de los patriotas de Arequipa y apoyó a la revolución de Mateo Pumacahua de 1814, al lado de Mariano Melgar. Fue uno de los socios fundadores de la Academia Lauretana, de la que fue catedrático y presidente; asimismo fue profesor y primer rector del Colegio Nacional de la Independencia Americana de Arequipa. Fue elegido senador de la República en 1832. También fue consejero de Estado y  ministro de Relaciones Exteriores (1834). Como magistrado fue vocal en las Cortes Superiores de Arequipa y de Lima; de esta última fue presidente (1841-1842); asimismo, fue vocal y fiscal interino de la Corte Suprema de Justicia.

## Biografía
Hijo del doctor Antonio Sánchez-Corbacho y Santisteban, y de Escolástica Abril y Olazábal. Fue bautizado en la Parroquia el Sagrario de la Catedral de Arequipa.  Protegido por el obispo Pedro José Chávez de la Rosa, hizo sus primeros estudios como becario en el Seminario de San Jerónimo, donde se le hizo la primera tonsura (1799).
Al quedar sin recursos tras la muerte de su padre, solicitó la protección del doctor José Salazar y Baquíjano, y con su ayuda, viajó a Lima, donde cursó Cánones y Leyes en el Real Convictorio de San Carlos y se graduó de bachiller en la Universidad Nacional Mayor de San Marcos.
Se recibió de abogado ante la Real Audiencia y se incorporó en el Colegio de Abogados de Lima (1807). Retornó a su ciudad natal, donde abrió su bufete. Fue también profesor de Filosofía y Matemáticas del Seminario de San Jerónimo y asesor del Cabildo. 
Junto con Mariano Melgar, Benito Laso de la Vega, Francisco de Paula Quiros, Mariano Arce,  Manuel José de Rivero y otros patriotas formó una logia o sociedad secreta (la Tertulia Literaria de Arequipa) para trabajar a favor de la Independencia. Tomó contacto con los patriotas rioplatenses que operaban en el Alto Perú y planeó apoyar la rebelión de los hermanos Paillardelli en Tacna (1813). Al arribar a Arequipa las fuerzas revolucionarias comandadas por el  brigadier Mateo Pumacahua, se plegó a ellas y ejerció la intendencia de Arequipa, proclamando en el 4 de diciembre de 1814 "del año primero de la libertad peruana." Tras el fin de dicha revolución fue capturado y procesado por el crimen de infidencia.   De acuerdo a su sentencia el 25 de octubre de 1815, se le privó de que no pudo tener "empleo concejil en el partido de dicha ciudad por termino de diez años..."   Por sentencia de revista el 6 de agosto de 1816, Corbacho fue absuelto y su fianza (por su soltura, dado por el doctor Francisco de Paula Quiros) fue cancelada "para recuperar en su Patria el brillo de su honor injustamente mancillado, y para que sirva de satisfacción a su afligida y anciana madre, y a sus parientes siempre fidelisimos al soberano..."
Se consagró al ejercicio de su profesión y se contó entre los socios fundadores de la Academia Lauretana (1821), en la que ejerció como catedrático de Derecho y llegó a ser su presidente.
Consolidada la Independencia en 1824, fue nombrado secretario de la prefectura de Arequipa (1825). Como tal, participó en la redacción de La primavera de Arequipa o Mañanas de su Independencia, el primer periódico impreso en Arequipa (de enero a marzo de 1825). Originalmente fundado para ensalzar al libertador Bolívar y su gesta emancipadora, Corbacho y otros redactores provenientes de la Academia Lauretana amenguaron tal entusiasmo, lo que irritó a Bolívar, quien ordenó que el prefecto, Francisco de Paula Otero, y Corbacho como secretario, fueran desterrados hacia España. Corbacho llegó hasta Brasil, donde por pura suerte se encontró con el español Lucas de la Cotera, y el inglés Guillmero Miller, quienes lo reconocieron.  Regresó al Perú cuando ya había finalizado la influencia bolivariana. Ejerció como profesor del recién inaugurado Colegio Nacional de la Independencia Americana (1827) en Arequipa.
Fue vocal interino y luego titular de la Corte Superior de Justicia de Arequipa (1831). Se trasladó a Lima al ser elegido senador por el departamento de Arequipa (1832). Fue designado representante en el Consejo de Estado (1834).
En el gobierno provisorio del general Luis José de Orbegoso fue ministro de Relaciones Exteriores (de 4 de febrero a 13 de mayo de 1834). Fue luego presidente del Tribunal de los Siete Jueces (1835) y vocal interino de la Corte Suprema (1836). 
Establecida la Confederación Perú-Boliviana, optó por volver a Arequipa, donde reasumió su función como vocal de la Corte Superior. Declinó ser vocal de la Corte Suprema creada en Cusco para el Estado Sud-Peruano (1838).
Disuelta la Confederación en 1839, aceptó su transferencia a la Corte Superior de Lima, de la que fue presidente entre 1841 y 1842. Interinamente se hizo cargo de la fiscalía de la Corte Suprema en 1841. Falleció poco después y fue enterrado en el Cementerio Presbítero Matías Maestro.

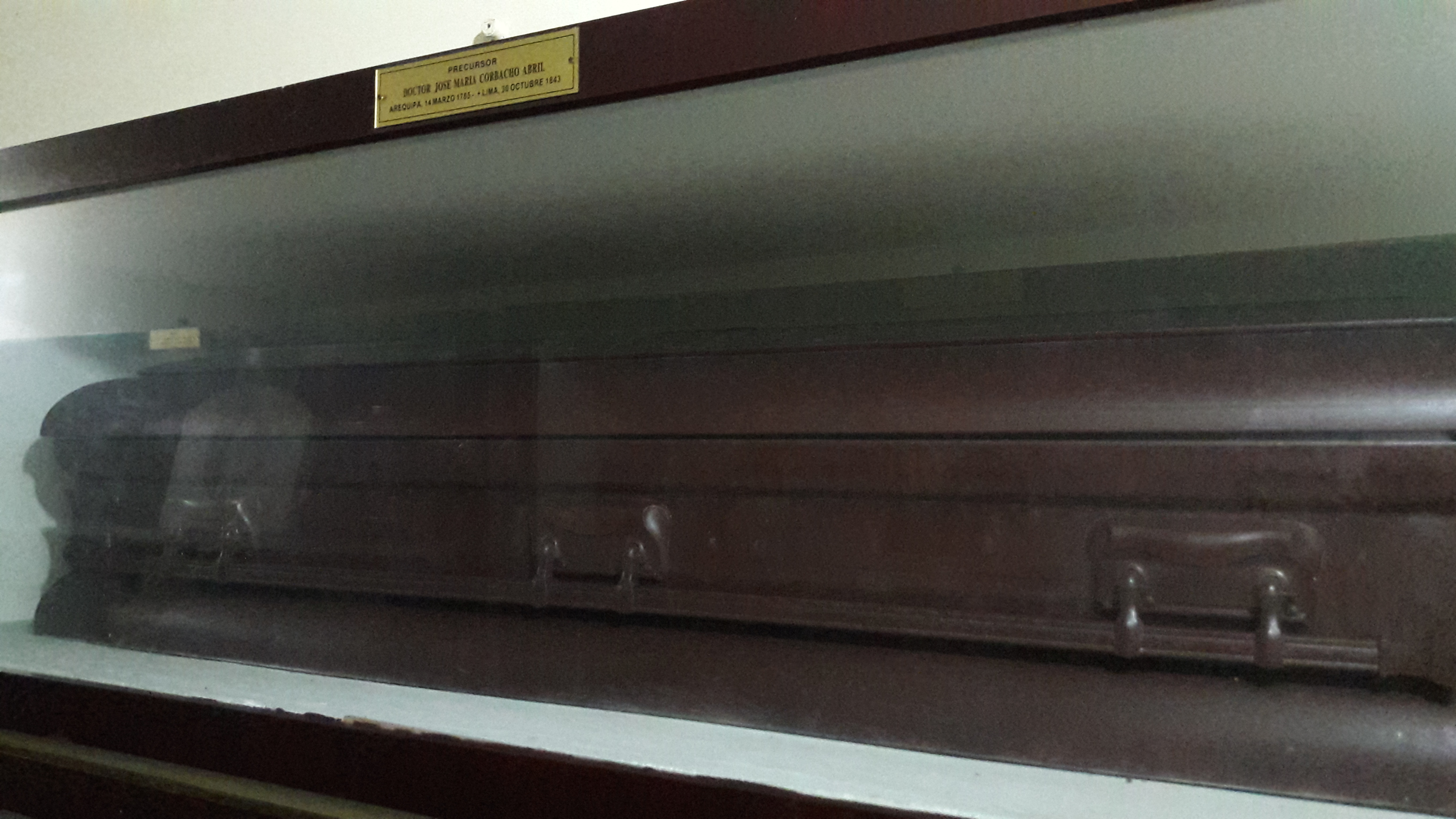
Sus restos reposan en el Panteón de los Próceres.

Muchos años después de su muerte fue declarado por el Congreso Prócer y Fundador de la  Independencia. Por ley N.º 10109 del 26 de diciembre de 1944 se ordenó que sus restos se trasladaran al Panteón de los Próceres en el Cercado de Lima, donde descansa actualmente.

## Obra poética
Compuso poesías patrióticas, en estilo fluido y enérgico; pero es fama que antes de morir dispuso la incineración de sus manuscritos, y de ellas sólo quedan las aparecidas en El Republicano y otras publicaciones más o menos efímeras, parcialmente recogidas en Lira Arequipeña (1889).
Alberto Tauro del Pino

| Predecesor: José María de Pando | Ministro de Relaciones Exteriores del Perú 4 de febrero de 1834 a 13 de mayo de 1834 | Sucesor: Matías León |